# Survivor: Blood vs. Water
Survivor: Blood vs Water foi a vigésima-sétima temporada do reality show americano Survivor. A temporada foi transmitida às quartas-feiras e estreiou em 18 de setembro de 2013 apresentando retornantes de outras temporadas competindo contra seus familiares. Foi a terceira temporada consecutiva e a nona no geral a apresentar retornantes, inclusive foi a terceira temporada a trazer de volta à competição vencedores de outras edições.
Assim como as duas temporadas anteriores, Survivor: Philippines e Survivor: Caramoan, as filmagens foram realizadas nas Filipinas entretanto, desta vez, o cenário foram as Ilhas Palaui, no estado de Cagayan.  As duas tribos iniciais foram denominadas Galang e Tadhana que, respectivamente, significam "respeito" e "destino" em filipino; a tribo pós-fusão foi chamada de Kasama que também é uma palavra filipina cujo significado é "companheiro".
Uma versão modificada da Ilha da Redenção, primeiramente utilizada em Survivor: Redemption Island e Survivor: South Pacific, foi apresentada novamente após um hiato de três temporadas. Desta vez, foi ofertado aos competidores que ainda permaneciam no jogo, a oportunidade de trocar de lugar com seus parentes caso este fosse votado e enviado para a Ilha da Redenção. O jogo começou com uma novidade chamada "Dia Zero", no qual cada um dos pares foi abandonado em localidades separadas, nas quais tiveram que passar a noite juntos e sem nenhum tipo de recurso. Na manhã seguinte os dez pares se juntaram e foram divididos em duas tribos. Devido esta mudança, Blood vs Water se tornou uma das duas temporadas que duraram mais que 39 dias, apenas durando menos que Survivor: The Australian Outback que teve 42 dias de competição.
Essa temporada também ficou marcada por apresentar a segunda ocorrência do sorteio de pedras como método de desempate, 23 temporadas após o seu primeiro emprego em Survivor: Marquesas que foi apresentada em 2002.
No episódio final, em 15 de dezembro de 2013, o retornante Tyson Apostol foi anunciado como vencedor da temporada, tendo derrotado Monica Culpepper e Gervase Peterson em uma votação de 7-1-0 votos.

## Participantes
- Aras Baskauskas - 31 anos – Santa Monica,Califórnia
- Brad Culpepper - 44 anos – Tampa, Flórida
- Caleb Bankston - 26 anos – Crossville, Alabama
- Candice Cody - 30 anos – Washington, Distrito de Columbia
- Ciera Eastin - 24 anos – Salem, Oregon
- Colton Cumbie - 22 anos – Monroeville, Alabama
- Gervase Peterson - 43 anos – Filadélfia, Pensilvânia
- Hayden Moss - 27 anos – Mesa, Arizona
- John Cody - 30 anos – Washington, Distrito de Columbia
- Kat Edorsson - 23 anos – Orlando, Flórida
- Katie Collins - 25 anos – Brooklyn, Nova Iorque
- Laura Bonehan - 44 anos – Indianápolis, Indiana
- Laura Morett - 43 anos – Salem, Oregon
- Marissa Peterson - 21 anos – Chapel Hill, Carolina do Norte
- Monica Culpepper - 42 anos – Tampa, Flórida
- Rachel Foulger  - 33 anos – Orem, Utah
- Rupert Bonehan - 49 anos – Indianápolis, Indiana
- Tina Wesson - 52 anos – Knoxville, Tennessee
- Tyson Apostol - 34 anos – Lindon, Utah
- Vytas Baskauskas - 33 anos – Santa Monica, Califórnia

## O Jogo
| Participante                                                  | Tribo Original | Tribo Misturada | Tribo Pós-Fusão | Eliminado                 | Ilha da Redenção              | Colocação Final                       |
| ------------------------------------------------------------- | -------------- | --------------- | --------------- | ------------------------- | ----------------------------- | ------------------------------------- |
| Laura Boneham Retornou ao jogo                                | Tadhana        |                 |                 | 1º Eliminado Dia 1        | Trocou com parente1 Dia 1     |                                       |
| Rupert Boneham Pearl Islands, All Stars & Heroes vs. Villains | Galang         |                 |                 | Trocou com parente1 Dia 1 | Derrotado no 1º Duelo Dia 4   | 20º Colocado Dia 4                    |
| Colton Cumbie One World                                       | Galang         |                 |                 | Desistente Dia 7          |                               | 19º Colocado Dia 7                    |
| Rachel Foulger Namorada do Tyson                              | Tadhana        |                 |                 | 4º Eliminado Dia 6        | Derrotado no 2º Duelo Dia 7   | 18º Colocado Dia 7                    |
| Marissa Peterson Sobrinha do Gervase                          | Tadhana        |                 |                 | 3º Eliminado Dia 3        | Derrotado no 3º Duelo Dia 9   | 17º Colocado Dia 9                    |
| Candice Cody Cook Islands & Heroes vs. Villains               | Galang         |                 |                 | 2º Eliminado Dia 1        | Derrotado no 4º Duelo Dia 11  | 16º Colocado Dia 11                   |
| Brad Culpepper Marido da Monica                               | Tadhana        |                 |                 | 6º Eliminado Dia 10       | Derrotado no 5º Duelo Dia 14  | 15º Colocado Dia 14                   |
| Kat Edorsson One World                                        | Galang         | Galang          |                 | 8º Eliminado Dia 16       | Derrotado no 6º Duelo Dia 17  | 14º Colocado Dia 17                   |
| John Cody Marido da Candice                                   | Tadhana        | Nenhuma2        |                 | 5º Eliminado Dia 8        | Derrotado no 7º Duelo Dia 19  | 13º Colocado Dia 19                   |
| Laura Boneham Esposa do Rupert                                | Tadhana        | Galang          |                 | 9º Eliminado Dia 18       | Derrotado no 7º Duelo Dia 19  | 12º Colocado Dia 19                   |
| Laura Morett Retornou ao jogo                                 | Galang         | Nenhuma2        |                 | 7º Eliminado Dia 13       | 1º Retornante Dia 19          |                                       |
| Aras Baskauskas Panama                                        | Galang         | Tadhana         | Kasama          | 10º Eliminado Dia 21      | Derrotado no 8º Duelo Dia 25  | 11º Colocado 1º Membro do Júri Dia 25 |
| Vytas Baskauskas Irmão do Aras                                | Tadhana        | Galang          | Kasama          | 11º Eliminado Dia 22      | Derrotado no 9º Duelo Dia 27  | 10º Colocado 2º Membro do Júri Dia 27 |
| Caleb Bankston Noivo do Colton                                | Tadhana        | Tadhana         | Kasama          | 14º Eliminado Dia 29      | Derrotado no 10º Duelo Dia 30 | 9º Colocado 3º Membro do Júri Dia 30  |
| Katie Collins Filha da Tina                                   | Tadhana        | Galang          | Kasama          | Eliminada3 Dia 32         | Derrotado no 11º Duelo Dia 33 | 8º Colocado 4º Membro do Júri Dia 33  |
| Hayden Moss Namorado da Kat                                   | Tadhana        | Tadhana         | Kasama          | 15º liminado Dia 35       | Derrotado no 12º Duelo Dia 36 | 7º Colocado 5º Membro do Júri Dia 36  |
| Laura Morett Samoa                                            | Galang         | Nenhuma2        | Kasama          | 13º Eliminado Dia 26      | Derrotado no 12º Duelo Dia 36 | 6º Colocado 6º Membro do Júri Dia 36  |
| Tina Wesson Retornou ao jogo                                  | Galang         | Galang          | Kasama          | 12º Eliminado Dia 26      | 2º Retornante Dia 36          |                                       |
| Ciera Eastin Filha da Laura M.                                | Tadhana        | Tadhana         | Kasama          | 16º Eliminado Dia 37      |                               | 5º Colocado 7º Membro do Júri Dia 37  |
| Tina Wesson The Australian Outback & All-Stars                | Galang         | Galang          | Kasama          | 17º Eliminado Dia 38      |                               | 4º Colocado 8º Membro do Júri Dia 38  |
| Gervase Peterson Borneo                                       | Galang         | Tadhana         | Kasama          |                           |                               | 3º Colocado                           |
| Monica Culpepper One World                                    | Galang         | Galang          | Kasama          |                           |                               | 2º Colocado                           |
| Tyson Apostol Tocantins & Heroes vs. Villains                 | Galang         | Tadhana         | Kasama          |                           |                               | Último Sobrevivente                   |

O Total de Votos é o número de votos que o competidor recebeu durante os Conselhos Tribais onde ele era elegível para ser eliminado do jogo. Não inclui os votos recebidos durante o Conselho Tribal Final
↑1  Laura B. retornou ao jogo depois que Rupert, seu marido, escolheu trocar de lugar com ela na Ilha da Redenção. Com a troca Rupert teve que lutar para permanecer no jogo na Ilha da Redenção e Laura B. tomou seu lugar como integrante da tribo Galang.
↑2  Quando houve a mistura das tribos, John e Laura M. não participaram pois estavam habitando a Ilha da Redenção.
↑3  Após duas rodadas de votação terminando empatadas e os participantes não entrando em consenso sobre a eliminação de Hayden ou Monica; Ciera, Katie e Tyson sortearam pedras para resolver a votação. Katie sorteou a pedra branca e foi enviada para a Ilha da Redenção.

## Episódios
| N° do episódio | Título (em português)                                              | Enviado(s) Para a Ilha da Redenção | Eliminado(s) – Perdedor(es) do Duelo | Audiência (em milhões) | Data de transmissão original |  |
| -------------- | ------------------------------------------------------------------ | ---------------------------------- | ------------------------------------ | ---------------------- | ---------------------------- |  |
| 01             | Blood Is Thicker Than Anything (O Sangue Fala Mais Alto)           | Rupert Candice Marissa             | Não houve duelo                      | 9,73                   | 18 de setembro de 2013       |  |
|                |                                                                    |                                    |                                      |                        |                              |  |
| 02             | Rule In Chaos (Domínio do Caos)                                    | Rachel                             | Rupert                               | 9,54                   | 25 de setembro de 2013       |  |
|                |                                                                    |                                    |                                      |                        |                              |  |
| 03             | Opening Pandora's Box (Abrindo a Caixa de Pandora)                 | John                               | Colton (desistente) Rachel           | 10,16                  | 2 de outubro de 2013         |  |
|                |                                                                    |                                    |                                      |                        |                              |  |
| 04             | One Armed Dude and Three Moms (Um Cara de um Braço Só e Três Mães) | Brad                               | Marissa                              | 9,16                   | 9 de outubro de 2013         |  |
|                |                                                                    |                                    |                                      |                        |                              |  |
| 05             | The Dead Can Still Talk (Os Mortos Ainda Falam)                    | Laura M                            | Candice                              | 10,11                  | 16 de outubro de 2013        |  |
|                |                                                                    |                                    |                                      |                        |                              |  |
| 06             | One-Man Wrecking Ball (O Cara Bola de Demolição)                   | Kat                                | Brad                                 | 9,52                   | 23 de outubro de 2013        |  |
|                |                                                                    |                                    |                                      |                        |                              |  |
| 07             | Swoop In For The Kill (Correu Para Matar)                          | Laura B                            | Kat                                  | 9,00                   | 30 de outubro de 2013        |  |
|                |                                                                    |                                    |                                      |                        |                              |  |
| 08             | Skin of My Teeth (Foi Por Pouco)                                   | Aras                               | John Laura B                         | 9,29                   | 6 de novembro de 2013        |  |
|                |                                                                    |                                    |                                      |                        |                              |  |
| 09             | My Brother's Keeper (Protetor do Meu Irmão)                        | Vytas Tina                         | Não houve duelo                      | 9,87                   | 13 de novembro de 2013       |  |
|                |                                                                    |                                    |                                      |                        |                              |  |
| 10             | Big Bad Wolf (Grande Lobo Mau)                                     | Laura M                            | Aras                                 | 10,18                  | 20 de novembro de 2013       |  |
|                |                                                                    |                                    |                                      |                        |                              |  |
| 11             | Gloves Come Off (As Máscaras Caíram)                               | Caleb                              | Vytas                                | 8,87                   | 27 de novembro de 2013       |  |
|                |                                                                    |                                    |                                      |                        |                              |  |
| 12             | Rustle Feathers (Irrisante)                                        | Katie                              | Caleb                                | 10,63                  | 4 de dezembro de 2013        |  |
|                |                                                                    |                                    |                                      |                        |                              |  |
| 13             | Out On a Limb (Num Galho de Uma Árvore)                            | Hayden                             | Katie                                | 9,92                   | 11 de dezembro de 2013       |  |
|                |                                                                    |                                    |                                      |                        |                              |  |
| 14             | It's My Night (É a minha noite!)                                   | Ciera4 Tina4                       | Hayden Laura M                       | 10,19                  | 15 de dezembro de 2013       |  |
|                |                                                                    |                                    |                                      |                        |                              |  |
| -              | The Reunion (A Reunião)                                            | Tyson5 Monica5 Gervase5            | Tyson5 Monica5 Gervase5              | 7,46                   | 15 de dezembro de 2013       |  |
|                |                                                                    |                                    |                                      |                        |                              |  |

↑4 Não existe mais a Ilha da Redenção. Os competidores foram eliminados do jogo definitivamente.
↑5 O nome grafado em vermelho indica que o competidor foi o vencedor da temporada e, portanto, não foi eliminado. Os nomes grafados em verde  indicam que os competidores foram, respectivamente, o segundo e terceiro colocados e, portanto, não foram eliminados.

### Histórico de Votação
Antes da Fusão
|            |            | Tribos Originais | Tribos Originais | Tribos Originais | Tribos Originais | Tribos Originais | Tribos Originais | Tribos Originais | Tribos Originais | Tribos Originais | Tribos Originais | Tribos Misturadas | Tribos Misturadas |
| Episódio   | Episódio   | 1                | 1                | 1                | 1                | 2                | 3                | 3                | 4                | 4                | 5                | 6                 | 7                 |
| ---------- | ---------- | ---------------- | ---------------- | ---------------- | ---------------- | ---------------- | ---------------- | ---------------- | ---------------- | ---------------- | ---------------- | ----------------- | ----------------- |
| Dia        | Dia        | 1                | 1                | 1                | 3                | 6                | 7                | 8                | 10               | 10               | 13               | 16                | 18                |
| Eliminado  | Eliminado  | Laura B          | Candice          | Rupert           | Marisa           | Rachel           | Colton           | John             | Empate9          | Brad             | Laura M          | Kat               | Laura B           |
| Votos      | Votos      | 5–2–1–16         | 5–3–17           | Sem Votos1       | 8–1              | 5–2–1            | Sem Votos8       | 6–1              | 3–3              | 3–1              | 7–1              | 5–1               | 4–1               |
|            |            |                  |                  |                  |                  |                  |                  |                  |                  |                  |                  |                   |                   |
| Competidor | Competidor | Voto             | Voto             | Voto             | Voto             | Voto             | Voto             | Voto             | Voto             | Voto             | Voto             | Voto              | Voto              |
|            | Tyson      |                  | Laura M.         |                  |                  |                  |                  |                  |                  |                  | Laura M.         |                   |                   |
|            | Monica     |                  | Candice          |                  |                  |                  |                  |                  |                  |                  | Laura M.         | Kat               | Laura B.          |
|            | Gervase    |                  | – 7              |                  |                  |                  |                  |                  |                  |                  | Laura M.         |                   |                   |
|            | Tina       |                  | Candice          |                  |                  |                  |                  |                  |                  |                  | Laura M.         | Kat               | Laura B.          |
|            | Ciera      | Laura B.         |                  |                  | Marissa          | John             |                  | John             | Brad             | Não Votou10      |                  |                   |                   |
|            | Hayden     | Laura B.         |                  |                  | Marissa          | Rachel           |                  | John             | Ciera            | Ciera            |                  |                   |                   |
|            | Katie      | Marissa          |                  |                  | Marissa          | John             |                  | John             | Brad             | Brad             |                  | Kat               | Laura B.          |
|            | Caleb      | Laura B.         |                  |                  | Marissa          | Rachel           |                  | John             | Brad             | Brad             |                  |                   |                   |
|            | Vytas      | Laura B.         |                  |                  | Marissa          | Rachel           |                  | John             | Ciera            | Brad             |                  | Kat               | Laura B.          |
|            | Aras       |                  | Gervase          |                  |                  |                  |                  |                  |                  |                  | Laura B.         |                   |                   |
|            | Laura B.   | Marissa          |                  |                  |                  |                  |                  |                  |                  |                  | Laura M.         | Kat               | Vytas             |
|            | Laura B.   | Marissa          |                  |                  |                  |                  |                  |                  |                  |                  | Laura M.         | Kat               | Vytas             |
|            | Kat        |                  | Candice          |                  |                  |                  |                  |                  |                  |                  | Laura M.         | Vytas             |                   |
| Laura M.   | Laura M.   |                  | Candice          |                  |                  |                  |                  |                  |                  |                  | Laura B.         |                   |                   |
| Brad       | Brad       | Laura B.         |                  |                  | Marissa          | Rachel           |                  | John             | Ciera            | Não Votou10      |                  |                   |                   |
| John       | John       | – 6              |                  |                  | Marissa          | Rachel           |                  | Ciera            |                  |                  |                  |                   |                   |
| Colton     | Colton     |                  | Candice          |                  |                  |                  |                  |                  |                  |                  |                  |                   |                   |
| Rachel     | Rachel     | Katie            |                  |                  | Marissa          | Ciera            |                  |                  |                  |                  |                  |                   |                   |
| Marissa    | Marissa    | Brad             |                  |                  | Katie            |                  |                  |                  |                  |                  |                  |                   |                   |
| Rupert     | Rupert     |                  | Laura M.         |                  |                  |                  |                  |                  |                  |                  |                  |                   |                   |
| Candice    | Candice    |                  | Laura M.         |                  |                  |                  |                  |                  |                  |                  |                  |                   |                   |

Pós-Fusão
|            |            |            | Tribo Pós-Fusão | Tribo Pós-Fusão | Tribo Pós-Fusão | Tribo Pós-Fusão | Tribo Pós-Fusão | Tribo Pós-Fusão | Tribo Pós-Fusão | Tribo Pós-Fusão | Tribo Pós-Fusão | Tribo Pós-Fusão | Tribo Pós-Fusão |
| Episódio   | Episódio   | Episódio   | 8               | 9               | 9               | 10              | 11              | 12              | 12              | 12              | 13              | 14              | 14              |
| ---------- | ---------- | ---------- | --------------- | --------------- | --------------- | --------------- | --------------- | --------------- | --------------- | --------------- | --------------- | --------------- | --------------- |
| Dia        | Dia        | Dia        | 21              | 22              | 24              | 26              | 29              | 32              | 32              | 32              | 35              | 37              | 38              |
| Eliminado  | Eliminado  | Eliminado  | Aras            | Vytas           | Tina            | Laura M.        | Caleb           | Empate9         | Empate13        | Katie           | Hayden          | Ciera           | Tina            |
| Votos      | Votos      | Votos      | 7–2–2           | 8–1–1           | 7–1–1           | 7–1             | 4–3             | 3–3             | 2–2             | Sem Votos3      | 3–2             | 3–011           | 3–1             |
|            |            |            |                 |                 |                 |                 |                 |                 |                 |                 |                 |                 |                 |
| Competidor | Competidor | Competidor | Voto            | Voto            | Voto            | Voto            | Voto            | Voto            | Voto            | Voto            | Voto            | Voto            | Voto            |
|            |            | Tyson      | Aras            | Vytas           | Tina            | Laura M.        | Caleb           | Hayden          | Hayden          |                 | Hayden          | Ciera           | Tina            |
|            |            | Monica     | Aras            | Vytas           | Tina            | Laura M.        | Caleb           | Hayden          | Não Votou12     |                 | Hayden          | Ciera           | Tina            |
|            |            | Gervase    | Aras            | Vytas           | Tina            | Laura M.        | Caleb           | Hayden          | Hayden          |                 | Hayden          | Ciera           | Tina            |
|            |            | Tina       | Ciera           | Vytas           | Tyson           |                 |                 |                 |                 |                 |                 | Gervase         | Gervase         |
|            |            | Ciera      | Aras            | Katie           | Tina            | Laura M.        | Caleb           | Monica          | Monica          |                 | Gervase         | Gervase         |                 |
|            |            | Hayden     | Aras            | Vytas           | Tina            | Laura M.        | Ciera           | Monica          | Não Votou12     |                 | Gervase         |                 |                 |
|            |            | Katie      | Ciera           | Vytas           | Monica          | Laura M.        | Ciera           | Monica          | Monica          |                 |                 |                 |                 |
|            |            | Caleb      | Aras            | Vytas           | Tina            | Laura M.        | Ciera           |                 |                 |                 |                 |                 |                 |
|            |            | Laura M.   | Aras            | Vytas           | Tina            | Katie           |                 |                 |                 |                 |                 |                 |                 |
|            |            | Vytas      | Laura M.        | Tyson           |                 |                 |                 |                 |                 |                 |                 |                 |                 |
|            |            | Aras       | Laura M.        |                 |                 |                 |                 |                 |                 |                 |                 |                 |                 |

| Votos do Júri | Votos do Júri | Votos do Júri | Votos do Júri |
| Episódio      | 15            | 15            | 15            |
| ------------- | ------------- | ------------- | ------------- |
| Dia           | 39            | 39            | 39            |
| Finalistas    | Gervase       | Monica        | Tyson         |
| Votos         | 7–1–0         | 7–1–0         | 7–1–0         |
|               |               |               |               |
| Jurado        | Voto          | Voto          | Voto          |
| Tina          |               |               | Tyson         |
| Ciera         |               |               | Tyson         |
| Laura M.      |               |               | Tyson         |
| Hayden        |               |               | Tyson         |
| Katie         |               |               | Tyson         |
| Caleb         |               |               | Tyson         |
| Vytas         |               | Monica        |               |
| Aras          |               |               | Tyson         |

↑6  O voto de John não foi revelado uma vez que Laura B. já tinha recebido a maioria dos votos.
↑7  O voto de Gervase não foi revelado uma vez que Candice  já tinha recebido a maioria dos votos.
↑8  Sem votos. Colton voluntariamente deixou a competição.
↑9  A primeira votação resultou em empate. Conforme as regras, uma segunda votação foi realizada na qual os competidores envolvidos no empate não votaram e os demais somente poderiam votar naqueles que empataram.
↑10  Por empatarem com a maioria dos votos na votação anterior, Brad e Ciera não puderam votar na segunda votação.
↑11  Tysou usou o Ídolo de Imunidade para Gervase, por isso os votos contra ele não foram contados.
↑12  Por empatarem com a maioria dos votos na votação anterior, Hayden e Monica não puderam votar na segunda votação.
↑13  Após duas rodadas de votação, o Conselho Tribal permanece empatado. Conforme as regras, os competidores não empatados e sem imunidade devem chegar a uma decisão unânime sobre qual dos competidores empatados deve ser eliminado. Caso não cheguem a um consenso, os competidores que não possuem imunidade e que não foram envolvidos no empate devem sortear pedras onde um deles será eliminado.